# 朱載𰊖
懷慶莊惠王朱載（16世纪—1575年），明朝徽恭王朱厚爝庶七子，明朝唯一一代懷慶王。

## 生平
嘉靖三十一年（1552年）十二月，明世宗遣保定侯梁繼璠等為正使，翰林院編修胡正蒙等為副使，持節冊封朱載𰊖為懷慶王。嘉靖四十二年（1563年）十月，又遣永康侯徐喬松等為正使持節，翰林院編修胡汝嘉等為副使捧冊，封宋氏為懷慶王妃。
萬曆元年（1575年），朱載𰊖逝世。禮部奏請懷慶等王府由宗儀自行管束，一應禮儀各自舉行。萬曆八年（1582年）九月，朝廷賜朱載𰊖諡端懿，予冊文。《明史》作諡莊惠。
萬曆十一年（1585年），禮部查明朱載𰊖的庶次子朱翊𨨫是擅婚所生，不能襲爵，因此請求將朱翊𨨫降封為奉國將軍奉祀，獲准。延川端穆王朱鼒檟長子朱倪煋因擅婚被停爵，擅婚所生長子朱伸沒有封爵和俸祿。慶王府掌府事鎮原王朱伸𩀈為他請求。萬曆二十三年（1597年）十二月，禮部按朱翊𨨫的事例奏請授奉國將軍，獲准。
不迟于崇祯十六年（1643年）十二月，朱載𰊖庶子朱翊？复封怀庆王。